# Yin Xi

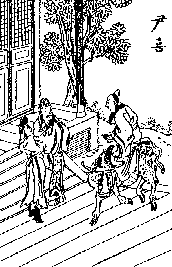
Rencontre entre Laozi et Yin Xi

Guanling Yin Xi (關令尹喜) ou Guan Yin (關尹) « Yin Xi, gardien de la passe », est dans la tradition taoïste celui qui demanda à Laozi de coucher son enseignement par écrit sous la forme du Daodejing avant de quitter le royaume des Zhou. Un texte de neuf chapitres, le Guanlingzi (關令子) ou Guanyinzi (關尹子) déjà disparu sous les Han, lui est attribué. Le courant Louguan (樓觀派), actif du IVe siècle au XIIIe siècle, et le courant d’alchimie interne Wenshi (文始派) le réclament comme ancêtre.
Il est évoqué comme l’égal de Laozi dans le chapitre Tianxia du Zhuangzi. Le récit du départ de Laozi et du rôle joué par Yin Xi dans la rédaction du Daodejing est relaté dans les Annales de Lü et les Biographies d’immortels illustres (Liexianzhuan 列仙傳); dans le dernier ouvrage il devient disciple de Laozi et disparait à sa suite dans les contrées de l’Ouest. Il est décrit comme un fonctionnaire sous les rois Kang (康王) et Zhao (昭王), prénom social Gongdu (公度), originaire de Tianshui, pur et modeste adepte de la Voie et auteur du Guanlingzi. Au VIIe siècle, le Sandong zhunang (三洞珠囊) de Wang Yan (王延) décrira de façon détaillée sa relation avec Laozi comme le modèle de l’initiation taoïste. 
La passe dont il est gardien est généralement identifiée à la passe Hangu (函谷關) de l’État de Qin dans le district de Lingbao au Henan. Les traditions locales proposent encore d’autres lieux, comme l’Estrade du Daodejing de Louguan (樓觀說經臺) au nord des monts Zhongnan (終南山) dans le district de Zhouzhi au Shaanxi, région d’origine de l’École Louguan qui prétend remonter à Yin Xi. 
Sous les Song du Sud le Guanlingzi fut prétendument redécouvert. Il recommença à circuler sous le nom de Wenshi zhenjing (文始真經) à partir des Yuan parmi les pratiquants de l'alchimie interne. Il s’agit d’un apocryphe dont l’auteur pourrait, selon Livia Kohn, être le maître Quanzhen Yin Zhiping (尹志平1169-1251), descendant d’un fondateur de l’École Louguan. Un courant d’alchimie interne rattaché à Zhang Guo et Zhang Sanfeng nommé Wenshipai (文始派) se réclame aussi de Yin Xi.
Yin Xi est honoré dans le taoïsme sous les noms de Monsieur Wenshi (文始先生), Incomparable immortel (無上真人), Ministre du Pur de Jade (玉清上相) ; il est l’un des quatre ministre célestes (天府四相). Il fut titré par l’empereur Shundi des Yuan au début du XIVe siècle.